# Damip d'Esparta
Damip (en llatí Damippus, en grec antic Δάμιππος) va ser un espartà que vivia a la cort de Jerònim de Siracusa.
El rei, quan va pujar al tron, encara jove i indecís, rebia fortes pressions per abandonar l'aliança amb Roma i aliar-se als cartaginesos i Damip va ser un dels pocs consellers que li va donar el parer contrari. Poc després els siracusans el van enviar com ambaixador a la cort de Filip V de Macedònia però pel camí va ser fet presoner per la flota romana comandada per Marc Claudi Marcel. Va ser alliberat per afavorir una aliança amb els etolis, que al seu torn eren aliats espartans, aliances que buscava marc Claudi Marcel.